# Міленковце
Міленковце (пол. Milenkowce) — село в Польщі, у гміні Кузьниця Сокульського повіту Підляського воєводства.
Населення — 44 особи (2011).
У 1975-1998 роках село належало до Білостоцького воєводства.

## Демографія
Демографічна структура станом на 31 березня 2011 року:
|          | Загалом | Допрацездатний вік | Працездатний вік | Постпрацездатний вік |
| -------- | ------- | ------------------ | ---------------- | -------------------- |
| Чоловіки | 23      | 4                  | 13               | 6                    |
| Жінки    | 21      | 4                  | 5                | 12                   |
| Разом    | 44      | 8                  | 18               | 18                   |